# Suimanga cuaverd
El suimanga cuaverd (Aethopyga nipalensis) és un ocell de la família dels nectarínids (Nectariniidae).

## Hàbitat i distribució
Habita boscos, matolls i terres de conreu de l'Himàlaia, al nord de l'Índia, sud-est del Tibet, oest, nord-est i est de Myanmar, sud-oest de la Xina, Tailàndia peninsular, nord de Laos i nord i centre del Vietnam.